# CyberBunker

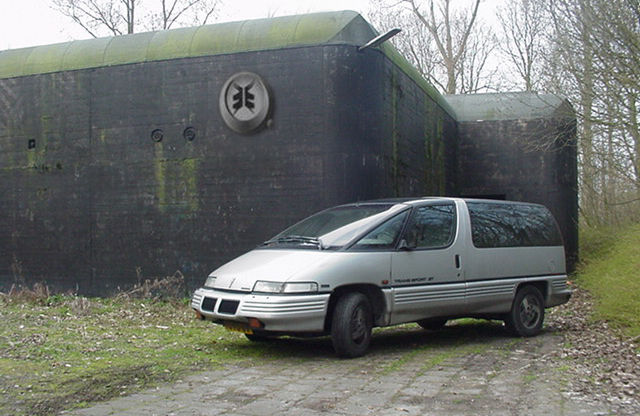
CyberBunker

CyberBunker — бывший военный ядерный бункер, который использовался в качестве дата-центра.
Во время холодной войны НАТО инициирует создание секретных укрепленных сооружений по территории всей Западной Европы. В 1955 за пределами маленького городка Клоетинге, что на юге Нидерландов, был построен большой командный бункер. Он был рассчитан на пребывание 72 человек в случае ядерного взрыва и использовался в качестве радиостанции НАТО для ретрансляции сигналов, а также для локального шпионажа и контрразведки. Объект состоит из туннелей и операторских комнат, расположенных на четырех уровнях, один находится на поверхности и рассчитан для дегазации, остальные три под землей. Наружные стены сделаны из железобетона толщиной в 5 метров, чтобы выдерживать ядерный взрыв мощностью 20 мегатонн на расстоянии 5 километров. Все, что видно с главного входа — стоянка и ворота на дистанционном управлении с камерой видеонаблюдения.
В 1996 НАТО вывело объект из эксплуатации, все оборудование было убрано. Бункер был продан в 1996 и в 1998 стал дата-центром под названием «CyberBunker».
В Сентябре 2019, полиция Германии произвела штурм и отключила дата-центр, 7 подозреваемых было арестовано.

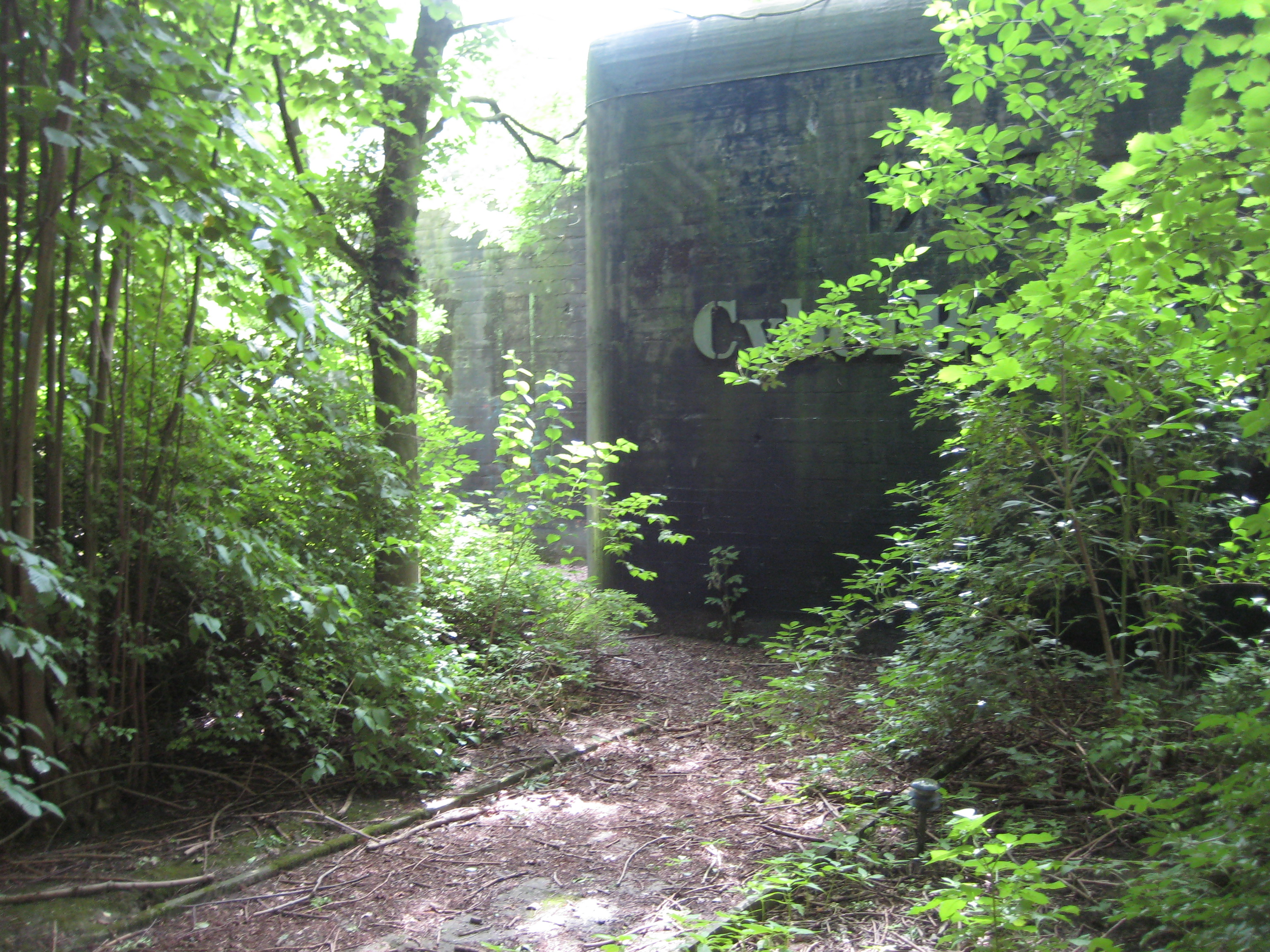
Вход в бункер CyberBunker.

## Характеристики объекта
- Укрепленные биометрически защищенные двери
- Аварийные генераторы с достаточным количеством топлива чтобы обеспечить работу объекта в течение 10 лет
- Ядерная/Биологическая/Химическая фильтрация воздуха и воздушные шлюзы
- Защита от электромагнитных импульсов
- Неизвестное количество резервных дизельных генераторов
- 10 000 литров воды в баках бункера и еще 240 000 литров за его пределами
- Крытый бассейн